# Jean-Baptiste Gros
Jean-Baptiste Gros (Francia, 29 de mayo de 1999) es un jugador profesional francés de rugby que se desempeña en la posición de pilar izquierdo en Rugby Club Toulonnais, equipo perteneciente a la liga Top 14.

## Carrera
Gros es un jugador de formación francesa (JIFF). Comenzó su carrera deportiva con el equipo US Tarascon, en el cual jugó cuatro temporadas (2009-2013), después pasó a Provence Rugby (2013-2016), luego a Rugby Club Toulonnais, donde lleva jugando ocho temporadas.